# Pau Alegre Pi
Nascut el 1904 a Vilanova i la Geltrú, era fill de l'advocat monàrquic Pau Alegre Batet i descendent d'una nissaga vilanovina per part de mare la qual era neta del patrici i financer local Pau Soler Morell. Es va llicenciar en dret i va exercir com advocat i com a jutge municipal a Vilanova i La Geltrú. Es va casar amb María Lluisa Puigcorbé Ruiz.
Al 1926 va ingressar com a professor auxiliar a l'Escola Industrial de Barcelona on va donar classes de geografia econòmica i legislació industrial. Durant la Guerra Civil el seu pare i els seus tres germans van ser segrestats i assassinats a les costes del Garraf a finals d'agost de1936.
Al 1938 Pau Alegre es va passar al bàndol franquista i per això va ser destituït del seu càrrec a l'Escola Industrial per abandonament. A la zona nacional va obtenir el grau d'alferes de complement del Cos Jurídic Militar. També va afiliar-se FET i de la JONS esdevenint el primer cap de la Falange de Vilanova.
L'agost de 1939 va dimitir el seu càrrec a la Falange per voluntat pròpia sense que hagi tingut cap més càrrec polític. Les raons del seu allunyament era tal vegada degut a no haver pogut suportar les pressions dels excombarents que tornaven a Vilanova. Segons explica en el seu llibre Antonio Canales: “Las fuerzas vivas tradicionales se hicieron con el ayuntamiento y el partido [es refereix a FET i de les JONS] con sorprendente independencia de su pasado político. Sin embargo, este modelo integrador para el conjunto de la derecha no dejó de entrar en conflicto con el espíritu intransigente y excluyente del régimen. Bastó el celo de algunos agentes para que parte de los dirigentes de FET-JONS se vieran incursos en expedientes de responsabilidades políticas”.
Acabada la Guerra Civil, Pau Alegre es va reincorporar a l'Escola Industrial on va exercir com a secretari des de 1949 a 1974 i director des de 1974 a 1976.
Va morir a Barcelona el 1987.